# Why Do Fools Fall in Love/Please Be Mine
Why Do Fools Fall in Love/Please Be Mine è un singolo del 1956 dei The Teenagers featuring Frankie Lymon.
Proprio nel 1956 il singolo raggiunse la posizione numero 1 nella classifica R & B chart.
La canzone Why Do Fools Fall in Love è stata classificata alla posizione 307 della lista "The 500 Greatest Songs of All Time" di Rolling Stone Magazine.

## Tracce
Lato A
1. Why Do Fools Fall In Love – 2:52 (Lymon, Goldner)

Lato B
1. Please Be Mine – 2:58 (Lymon, Goldner)